# Lino Musella
Pour les articles homonymes, voir Musella.
Lino Musella, né le 21 octobre 1980 à Naples (Italie), est un acteur italien.

## Biographie
Lino Musella naît à Naples en 1980 où il se forme au théâtre en tant qu'acteur et technicien, puis s'installe à Milan où il étudie la mise en scène à l'école Paolo Grassi. Au fil des années, il alterne son activité de comédien avec celles de metteur en scène, technicien et éclairagiste.
Au théâtre, il travaille entre autres avec Mario Martone, Carlo Cerciello, Valter Malosti, Serena Sinigaglia, Marcello Cotugno, Pierpaolo Sepe, Tommaso Pitta, Fabrizio Arcuri, Andrea Baracco, Antonio Latella, Alfredo Arias, Andrea De Rosa et Jan Fabre. Depuis 2009, avec Paolo Mazzarelli (it), il anime sa propre compagnie qui donne vie à de nombreux spectacles qui obtiennent divers prix et reconnaissances, parmi lesquels le prix ANCT de dramaturgie, le prix Hystrio de dramaturgie, le prix Maschere del Teatro (it) du meilleur acteur émergent pour le spectacle La Società. En 2017, avec Monica Nappo et Paolo Mazzarelli (it), il reçoit le prix Enriquez pour le spectacle Orphans. Il entretient un partenariat artistique avec Tonino Taiuti à travers l'expérience de Play Duett. En 2016, il met en scène L'ammore nun è ammore produit par Elledieffe, 30 sonnets de Shakespeare « trahis » et traduits par Dario Jacobelli, un voyage poétique original parmi les vers immortels transposés en napolitain. En 2019, Musella est appelé par Jan Fabre pour interpréter The Night Writer – Giornale notturno. Pour sa performance, il remporte le prix UBU du meilleur acteur. Le spectacle est présenté à Moscou, au SOLO Monologue Festival. En 2020, à la suite des nombreuses réflexions nées pendant la pandémie sur le théâtre et sa fonction importante dans la société, il conçoit et met en scène Tavola Tavola, chiodo chiodo, tiré de notes, correspondances et correspondances d'Eduardo De Filippo, et qui fait ses débuts au Teatro San Ferdinando de Naples.
Il fait ses débuts au cinéma en 2013 dans le film Happy Days Motel. Entre 2014 et 2016, il participe à la série télévisée Gomorra. Il travaille ensuite avec Paolo Sorrentino, Pupi Avati et d'autres. En 2021, il est nommé pour le David di Donatello du meilleur acteur dans un second rôle pour le film Storia di vacanze (Favolacce).

### Prise de position
Lors de la Mostra de Venise 2024, Musella s'est fait remarquer en arborant un slogan propalestinien (Free Palestine), dans le contexte de la guerre à Gaza depuis 2023.

## Filmographie partielle

### Au cinéma
- 2013 : Happy Days Motel de Francesca Staasch : le tueur
- 2014 : Perez. d'Eduardo De Angelis : Latella
- 2016 : La stoffa dei sogni de Gianfranco Cabiddu
- 2018 : Silvio et les Autres (Loro) de Paolo Sorrentino : Napoletano Quarantenne
- 2018 : Ride de Valerio Mastandrea : Mauro Secondari
- 2020 : Storia di vacanze (Favolacce) de Damiano et Fabio D'Innocenzo : Professor Bernardini
- 2020 : Lasciami andare de Stefano Mordini :
- 2020 : Tigers (it) de Ronnie Sandahl : Luca
- 2020 : La Bête (La belva) de Ludovico Di Martino : Simonetti
- 2020 : Il ladro di cardellini (it) de Carlo Luglio : Gioacchino Strato
- 2021 : Lei mi parla ancora de Pupi Avati : Nino da giovane
- 2021 : Le Poète et le Dictateur (Il cattivo poeta) de Gianluca Jodice : Carletto
- 2021 : La Main de Dieu (È stata la mano di Dio) de Paolo Sorrentino : Marriettiello
- 2021 : Qui rido io de Mario Martone : Benedetto Croce
- 2021 : Il bambino nascosto de Roberto Andò : Diego
- 2021 : Il Boemo de Petr Václav
- 2021 : Princess (it) de Roberto De Paolis
- 2022 : L'ombra del giorno de Giuseppe Piccioni
- 2022 : Il pataffio (it) de Francesco Lagi
- 2023 : Ferrari de Michael Mann
- 2024 : La scommessa - Una notte in corsia de Giovanni Dota
- 2024 : Nonostante de Valerio Mastandrea

### À la télévision
- 2014-2016 : Gomorra (série télévisée, 16 épisodes, réalisée par Stefano Sollima, Francesca Comencini, Claudio Cupellini et Claudio Giovannesi) : Rosario O' Nano
- 2016 : The Young Pope, réalisé par Paolo Sorrentino (série télévisée, saison 1, épisode 4) : disciple de Tonino
- 2019 : Liberi tutti (it) (série télévisée, 12 épisodes) : Domenico

## Récompenses et distinctions
- 2019 : prix UBU du meilleur acteur
- 2020 : Festival d'Ortigia (it) : prix du meilleur acteur pour Storia di vacanze (Favolacce)
- 2021 : nommé au David di Donatello du meilleur acteur dans un second rôle pour Storia di vacanze (Favolacce)